# Klasse 211
Die U-Boote der Klasse 211 war eine geplante und nie gebaute Klasse deutscher U-Boote. Sie wurde von der Bundesmarine Mitte der 1980er Jahre konzipiert, um die Boote der Klasse 206 abzulösen. Die Marine wollte damit ihren Beitrag zur NATO-Seestrategie verbessern und den Fortbestand der deutschen U-Boot-Industrie sichern. Anfang 1986 kam ein Entwurf der Nordseewerke namens TR 1600 in die engere Auswahl.
Im Frühjahr 1987 wurde das Projekt eingestellt, da es finanziell nicht möglich war, es parallel zur Entwicklung der Fregattenklasse 123 fortzusetzen. Bereits entwickelte Elemente des Entwurfs gingen in das nächste U-Boot-Entwicklungsprojekt und damit auf die Klasse 212 A über.

## Quelle
- Raimund Wallner: Deutsche U-Boote. Geschichte, Fähigkeiten, Potenziale. In: MarineForum. Nr. 4, 2006, S. 10–18, ISSN 0172-8547